# Amazona diadema
Amazona diadema là một loài vẹt trong họ Psittacidae trước đây được coi là cùng loài với loài Amazona autumnalis. Amazona diadema bị giới hạn ở bang Amazonas ở phía tây bắc Brazil.

## Phân loại
Amazona diadema trước đây được coi là một phân loài biệt lập của loài Amazona autumnalis, một loài phổ biến ở Nam Mỹ; sự nghiên cứu cho thấy sự khác biệt giữa khối lượng và phân tử trong bộ lông có thể cho thấy tình trạng loài của nó không được đảm bảo.

## Mô tả
Amazona diadema phát triển đến chiều dài khoảng 33 cm (13 in). Nó có phần lớn là màu xanh lá cây với một chút màu đỏ và đen; nhiều lông vũ có viền màu tương phản tạo ra hiệu ứng sò mịn. Mào, gáy, vú và bụng có màu xanh lá cây trong khi trán, cổ và da gốc mỏ có màu đỏ. Màu đỏ này không kéo dài trên mắt và kết thúc ở lông mày. Lông cánh có màu chính là đen sẫm và có một phần là màu xanh lục. Tròng có màu cam, chân và bàn chân có màu xám nhạt.

## Phân bố
Amazon diadema là loài đặc hữu của lưu vực Amazon ở miền bắc Brazil; phạm vi phân bố của nó bị giới hạn ở phần dưới của Rio Negro và phần trên của sông Amazon ở bang Amazonas. Nó được tìm thấy trong tất cả các tầng rừng vùng thấp cũng như các khu vực có chứa cây và đồn điền. Ở Khu bảo tồn Adolfo Ducke, gần Manaus, nó phân bố trong tán của khu rừng ẩm ướt và xung quanh rìa rừng. Nó cũng xuất hiện ở Vườn quốc gia Jaú, nhưng không phổ biến.

## Sinh thái
Thức ăn chủ yếu của chúng là quả và hạt. Hành vi của chúng có lẽ tương tự như loài Amazona autumnalis, với chúng thường đậu trên cành cây trong mùa sinh sản, với các chuyến bay hàng ngày đến các khu vực kiếm ăn, nơi chúng có có thể ngụy trang.

## Trạng thái
Loài này có phạm vi phân bố hạn chế và bị đe dọa do mất môi trường sống do các khu rừng nơi nó đang sinh sống đang bị chặt phá để chăn nuôi gia súc và sản xuất đậu tương. Một số loài chim bị bắt bởi bẫy trong nước để dùng trong mục đích buôn bán. Liên minh Bảo tồn Thiên nhiên Quốc tế đã đánh giá tình trạng bảo tồn của loài chim này là "ít quan tâm".